# 加納茂徳
加納 茂徳（かのう しげのり、1949年5月17日 -  ）は、兵庫県出身の元プロ野球選手（捕手）。右投右打。

## 来歴・人物
姫路南高校では、1967年夏の甲子園県予選で準々決勝に進むが、姫路商に敗退。高校の2年上に黒田正宏がいた。卒業後は社会人野球の新日本製鐵広畑に進み、1971年にドラフト外で阪神タイガースに入団する。
1年目の1972年から控え捕手としてベンチ入り。しかし10試合に偵察要員として起用されたのみで、捕手としての出場はなかった。1977年に現役生活唯一のヒットを、星野仙一から打つ。この年以降一軍での試合出場はなく、ブルペン捕手としてチームを支えた。1982年からは選手兼コーチ補佐（ブルペン担当）、1986年は選手兼ブルペンコーチとしてチームに貢献し、この年限りで現役を引退した。
1984年まで、試合中にブルペンで投手の球を受ける捕手は現役選手に限るとの条項があったため、各球団ともブルペン捕手あるいはバッテリーコーチにあたる捕手を支配下選手登録していたが、連盟発表の支配下登録選手一覧には実質的に選手でないとの解釈で標記されていなかった。1985年よりこの規約は省かれたが、支配下選手に余裕のある球団は引き続きブルペン捕手の支配下を継続したため、便宜上1985年の登録名簿にはブルペン捕手が登録名簿に見受けられた。そのため、加納の現役生活は15年と出場試合数の割には長かった。
1987年から2年間はブルペンコーチ、1989年にスカウトに転身し、チーフスカウト補佐まで昇進した。2001年からは管理部でスコアラーを務める。

## 詳細情報

### 年度別打撃成績
| 年 度     | 球 団     | 試 合 | 打 席 | 打 数 | 得 点 | 安 打 | 二 塁 打 | 三 塁 打 | 本 塁 打 | 塁 打 | 打 点 | 盗 塁 | 盗 塁 死 | 犠 打 | 犠 飛 | 四 球 | 敬 遠 | 死 球 | 三 振 | 併 殺 打 | 打 率 | 出 塁 率 | 長 打 率 | O P S |
| --------- | --------- | ----- | ----- | ----- | ----- | ----- | -------- | -------- | -------- | ----- | ----- | ----- | -------- | ----- | ----- | ----- | ----- | ----- | ----- | -------- | ----- | -------- | -------- | ----- |
| 1972      | 阪神      | 10    | 0     | 0     | 0     | 0     | 0        | 0        | 0        | 0     | 0     | 0     | 0        | 0     | 0     | 0     | 0     | 0     | 0     | 0        | ----  | ----     | ----     | ----  |
| 1977      | 阪神      | 2     | 2     | 2     | 0     | 1     | 0        | 0        | 0        | 1     | 0     | 0     | 0        | 0     | 0     | 0     | 0     | 0     | 0     | 0        | .500  | .500     | .500     | 1.000 |
| 通算：2年 | 通算：2年 | 12    | 2     | 2     | 0     | 1     | 0        | 0        | 0        | 1     | 0     | 0     | 0        | 0     | 0     | 0     | 0     | 0     | 0     | 0        | .500  | .500     | .500     | 1.000 |

### 年度別守備成績
| 年 度 | 捕手 | 捕手   | 捕手   | 捕手   | 捕手   |
| 年 度 | 試合 | 企図数 | 許盗塁 | 盗塁刺 | 阻止率 |
| ----- | ---- | ------ | ------ | ------ | ------ |
| 1977  | 1    | 0      | 0      | 0      | -      |
| 通算  | 1    | 0      | 0      | 0      | -      |

### 背番号
- 59 （1972年 - 1985年）
- 75 （1986年 - 1988年）